# ۲۲ آبان
۲۲ آبان دویست و سی و هشتمین روز سال در گاه‌شماری خورشیدی است. به پایان سال ۱۲۷ روز (۱۲۸ روز در سال کبیسه) باقی‌است.

## رویدادها
- ۱۲۸۷ - مخالفت شیخ فضل‌الله نوری با مشروطیت
- ۱۳۲۲ - فرانکلین دلانو روزولت رئیس جمهور آمریکا برای شرکت در نشست سران متفقین در تهران با ناو جنگی آیوا عازم ایران شد.
- ۱۳۳۵ - جمعیت ایران ۱۹ میلیون نفر اعلام شد.
- ۱۳۳۵ - دادگاه تجدید نظر نظامی، حکم به اعدام  مرتضی یزدی از مؤسسان حزب توده ایران داد.
- ۱۳۵۸ - دولت آمریکا با تصمیم جیمی کارتر مبنی بر عدم خرید نفت از ایران و مسدود کردن دارایی‌های ایران موافقت کرد.
- ۱۳۶۵ - کنگره ایالات متحده آمریکا دولت رونالد ریگان را متهم به نقض تحریم تسلیحاتی ایران کرد.
- ۱۳۸۷ - آزمایش موشک سجیل توسط وزارت دفاع ایران.
- ۱۳۹۱ - سیل آبان ۱۳۹۱ شمال ایران

## زادروزها
- ۱۳۲۵ - رامش، خواننده
- ۱۳۳۲ - گلاب آدینه، بازیگر
- ۱۳۳۷ - سید ابراهیم نبوی، فعال سیاسی
- ۱۳۴۹ - لاله سحرخیزان، خَیّر، همسر اول ناصر محمدخانی و قربانی جنایت میدان کتابی تهران [۱]

## درگذشت‌ها
- ۱۳۷۳ - مهرداد بهار، نویسنده و پژوهشگر، پنجمین فرزند محمدتقی بهار
- ۱۳۷۵ - سید مرتضی پسندیده، روحانی و برادر بزرگ سید روح‌الله خمینی
- ۱۳۸۹ - پریرخ دادستان، استاد روانشناسی دانشگاه
- ۱۳۸۹ - فرید بغلانی، قاتل سریالی
- ۱۳۹۰ - احمد رضایی میرقائد، فرزند ارشد محسن رضایی
- ۱۳۹۴ - احمد نجابت، نماینده شیراز در دوره چهارم مجلس شورای اسلامی و دوره پنجم مجلس شورای اسلامی